# الحزب الديمقراطي الشعبي المتحد (تنزانيا)
الحزب الديمقراطي الشعبي المتحد هو حزب سياسي في تنزانيا. تم تسجيل الحزب في 4 فبراير 1993.
لم يتقدم الحزب بمرشح رئاسي في انتخابات 14 ديسمبر 2005، لكنه دعم سينجوندو مفونجي من المؤتمر الوطني للبناء والإصلاح ماجوزي. وقد احتل المركز الخامس من بين عشرة مرشحين، وفاز بنسبة 0.49٪ من الأصوات. في الانتخابات الرئاسية لعام 2015 كان مرشحه فهمي دوفوتوا.